# Salzano
Salzano is een gemeente in de Italiaanse provincie Venetië (regio Veneto) en telt 11.775 inwoners (31-12-2004). De oppervlakte bedraagt 17,2 km², de bevolkingsdichtheid is 685 inwoners per km².
De volgende frazioni maken deel uit van de gemeente: Robegano.

## Demografie
Salzano telt ongeveer 4352 huishoudens. Het aantal inwoners steeg in de periode 1991-2001 met 5,4% volgens cijfers uit de tienjaarlijkse volkstellingen van ISTAT.
| Jaar | Inwoneraantal |
| ---- | ------------- |
| 1991 | 10.997        |
| 2001 | 11.593        |

## Geografie
Salzano grenst aan de volgende gemeenten: Martellago, Mirano, Noale, Scorzè.